# Johann Mach

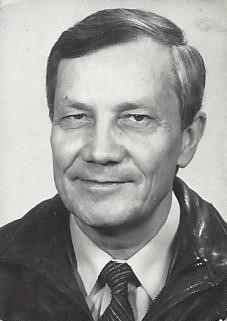
Johann Mach

Johann Mach (* 2. Dezember 1934 in Deutsch Gießhübel, Tschechoslowakei; † 19. Juni 1999 in Rostock) war ein deutscher Orthopäde und Hochschullehrer in Rostock.

## Leben
Machs Eltern waren der Maurer Johann Mach und seine Frau Katharina. Mach besuchte das Gymnasium in Rostock und studierte ab 1954 Humanmedizin an der Universität Rostock. Nach dem Staatsexamen wurde er 1959 zum Dr. med. promoviert.
Der Pflichtassistenz an verschiedenen Rostocker Kliniken folgte 1961 die Fachausbildung bei Harro Seyfarth an der Orthopädischen Universitätsklinik. Er wurde 1967 Oberarzt und habilitierte sich 1970. Er wurde 1978 zum Hochschuldozenten und 1982 zum a.o. Professor ernannt. 1986 Brown University in Providence. 1992 erwarb er die Teilgebietsbezeichnung Rheumatologie. 1993 wurde er als Nachfolger des gleichaltrigen Dietrich Jaster zum o. Professor und Klinikdirektor ernannt.
Nach der Wende und friedlichen Revolution in der DDR saß er bis zu seinem Tod im Fakultätsrat und in der Kammerversammlung der Ärztekammer Mecklenburg-Vorpommern. Beim Bundesministerium für Gesundheit war er Mitarbeiter der Arbeitsgruppe Prüfwesen.
Mach, der katholisch war, beschäftigte sich auch mit der Darstellung von Krankheit und Medizin in der mittelalterlichen Kunst.

## Werke
- Die Inaktivitätsosteoporose – klinische und tierexperimentelle Studie. Berlin: Verlag Volk und Gesundheit 1971
- Von Aussätzigen und Heiligen – die Medizin in der mittelalterlichen Kunst Norddeutschlands. Rostock: Reich 1995 ISBN 978-3-86167-064-3